# Cytisus striatus
Cytisus striatus är en ärtväxtart som först beskrevs av John Hill, och fick sitt nu gällande namn av Werner Hugo Paul Rothmaler. Cytisus striatus ingår i släktet kvastginster, och familjen ärtväxter. Inga underarter finns listade i Catalogue of Life.

## Bildgalleri

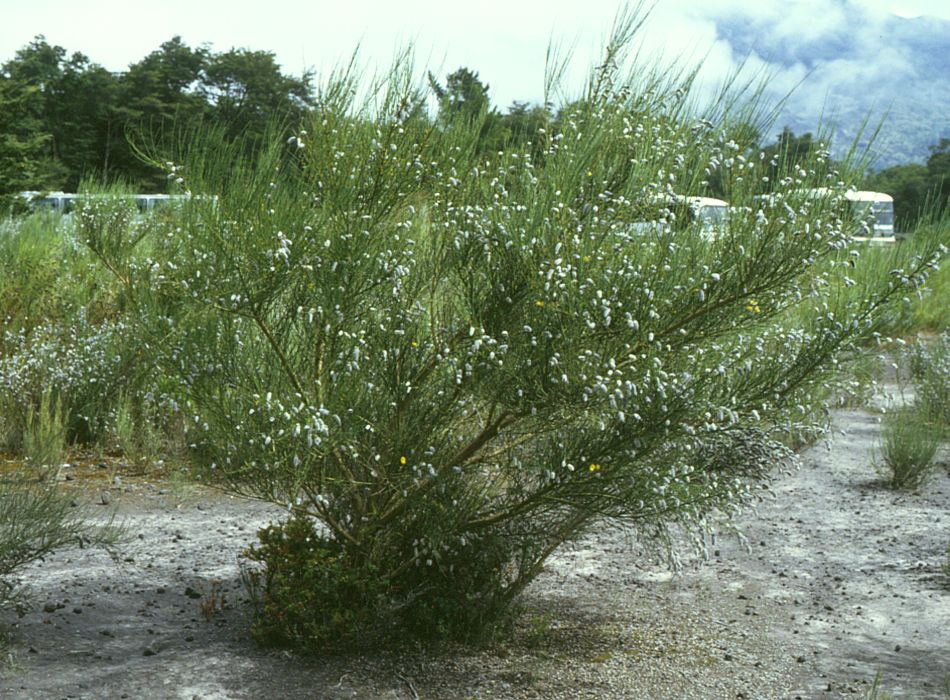
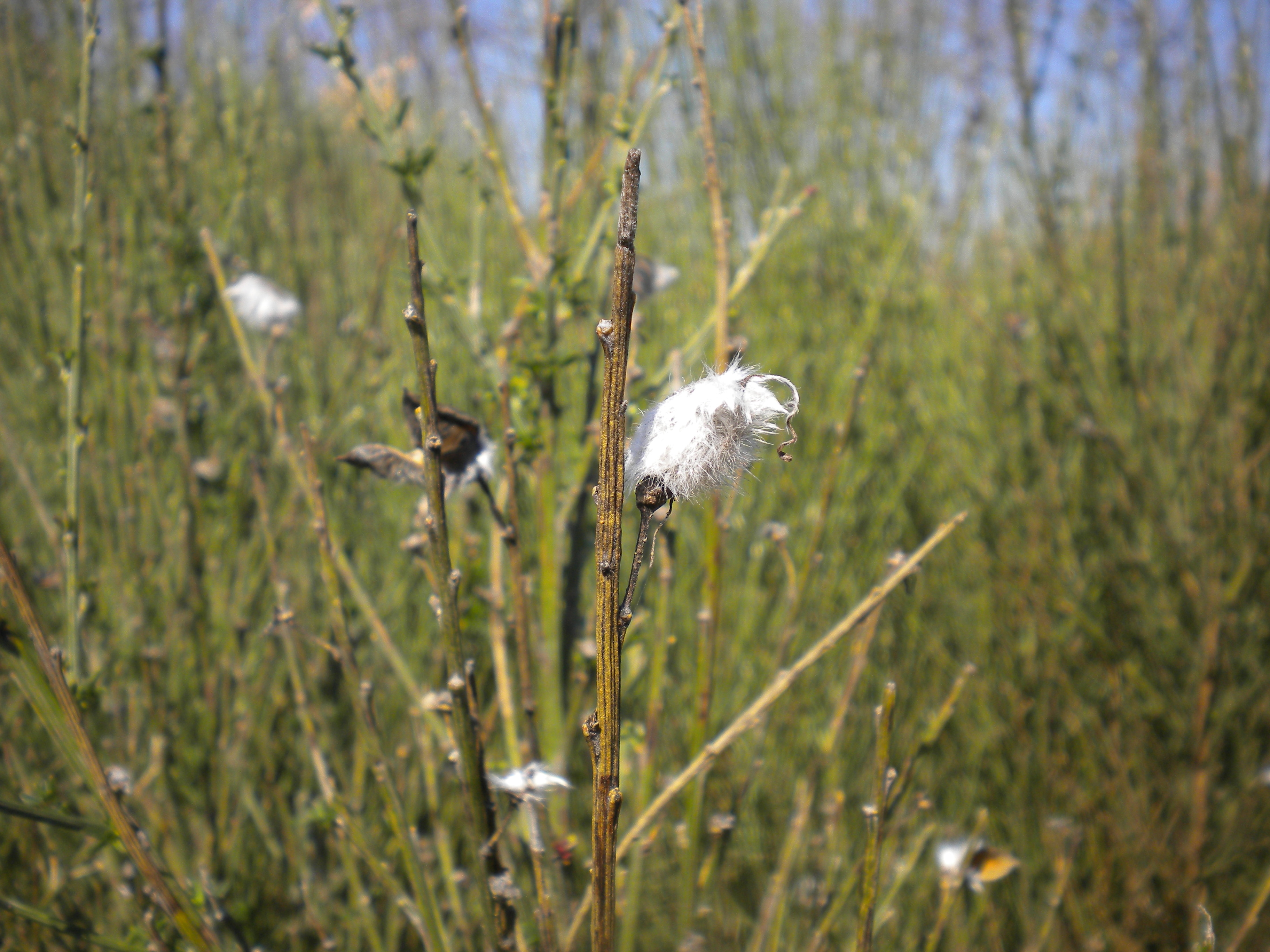
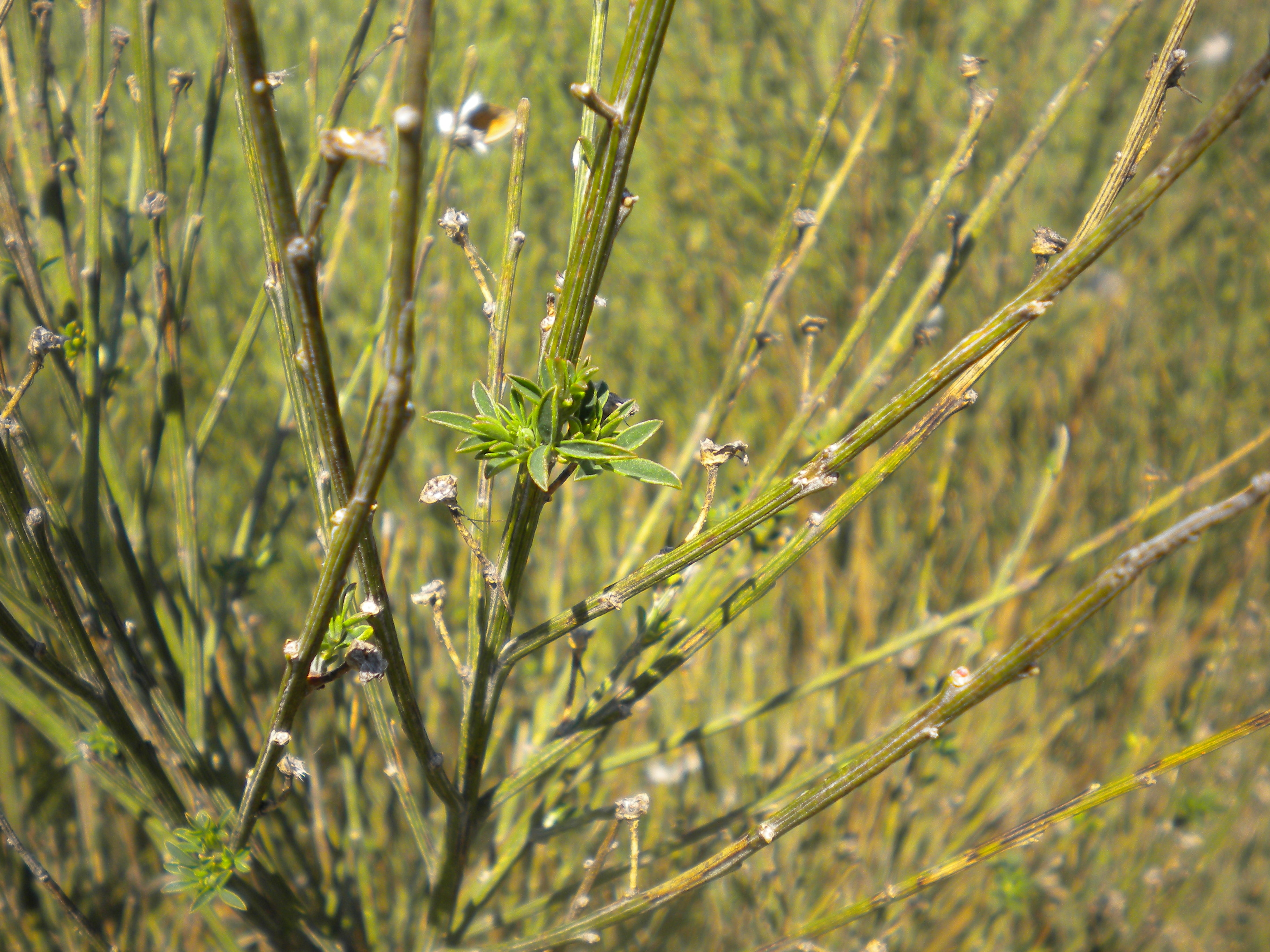